# Campeonato Sul-Americano de Atletismo Sub-23 de 2012 - Resultados
Esses foram os resultados do Campeonato Sul-Americano de Atletismo Sub-23 de 2012, que ocorreram de 22 a 23 de setembro de 2012,  no Estádio Ícaro de Castro Melo, em São Paulo, no Brasil. 

## Resultado masculino

### 100 metros
| Posição | Atleta                        | Nacionalidade | Reação | Tempo | Notas |
| ------- | ----------------------------- | ------------- | ------ | ----- | ----- |
| 1       | Aldemir Gomes da Silva Júnior | Brasil        | 0.162  | 10.64 | Q     |
| 2       | Matías Robledo                | Argentina     | 0.140  | 10.79 | Q     |
| 3       | Andy Martínez                 | Peru          | 0.175  | 10.85 | Q     |
| 4       | Roberto Murillo               | Colômbia      | 0.188  | 10.88 | q     |
| 5       | Bruno Rojas                   | Bolívia       | 0.185  | 10.92 | q     |

| Posição | Atleta                        | Nacionalidade | Reação | Tempo | Notas |
| ------- | ----------------------------- | ------------- | ------ | ----- | ----- |
| 1       | Isidro Montoya                | Colômbia      | 0.195  | 10.76 | Q     |
| 2       | Jorge Henrique da Costa Vides | Brasil        | 0.187  | 10.84 | Q     |
| 3       | Chavez Ageday                 | Guiana        | 0.165  | 10.90 | Q     |
| 4       | Cristián Leguizamón           | Paraguai      | 0.222  | 10.99 |       |
| 5       | Falcon Fagundes               | Uruguai       | 0.243  | 11.16 |       |

| Posição           | Atleta                        | Nacionalidade | Reação | Tempo | Notas |
| ----------------- | ----------------------------- | ------------- | ------ | ----- | ----- |
| Medalha de ouro   | Aldemir Gomes da Silva Júnior | Brasil        | 0.133  | 10.42 |       |
| Medalha de prata  | Isidro Montoya                | Colômbia      | 0.167  | 10.45 |       |
| Medalha de bronze | Chavez Ageday                 | Guiana        | 0.123  | 10.65 |       |
| 4                 | Matías Robledo                | Argentina     | 0.176  | 10.67 |       |
| 5                 | Jorge Henrique da Costa Vides | Brasil        | 0.173  | 10.73 |       |
| 6                 | Andy Martínez                 | Peru          | 0.165  | 10.74 |       |
| 7                 | Bruno Rojas                   | Bolívia       | 0.174  | 10.76 |       |
| 8                 | Roberto Murillo               | Colômbia      | 0.163  | 10.83 |       |

### 200 metros
| Posição | Nacionalidade                 | Nacionalidade | Reação | Tempo | Notas |
| ------- | ----------------------------- | ------------- | ------ | ----- | ----- |
| 1       | Aldemir Gomes da Silva Júnior | Brasil        |        | 21.38 | Q     |
| 2       | Stephan James                 | Guiana        |        | 21.65 | Q     |
| 3       | Arturo Ramírez                | Venezuela     |        | 21.80 | Q     |
| 4       | Fredy Maidana                 | Paraguai      |        | 22.28 |       |
| 5       | Jordy Portilla                | Peru          |        | 22.69 |       |
| 6       | Roberto Murillo               | Colômbia      |        | 22.70 |       |

| Posição | Nacionalidade                 | Nacionalidade | Reação | Tempo | Notas |
| ------- | ----------------------------- | ------------- | ------ | ----- | ----- |
| 1       | Bernardo Boloyes              | Colômbia      |        | 20.91 | Q     |
| 2       | Jorge Henrique da Costa Vides | Brasil        |        | 21.17 | Q     |
| 3       | Chavez Ageday                 | Guiana        |        | 21.62 | Q     |
| 4       | Bruno Rojas                   | Bolívia       |        | 21.80 | q     |
| 5       | Lucas Semino                  | Argentina     |        | 22.00 | q     |
| 6       | Falcon Fagundes               | Uruguai       |        | 22.37 |       |

| Posição           | Nacionalidade                 | Nacionalidade | Reação | Tempo | Notas |
| ----------------- | ----------------------------- | ------------- | ------ | ----- | ----- |
| Medalha de ouro   | Aldemir Gomes da Silva Júnior | Brasil        | 0.195  | 20.51 |       |
| Medalha de prata  | Bernardo Boloyes              | Colômbia      | 0.130  | 20.87 |       |
| Medalha de bronze | Arturo Ramírez                | Venezuela     | 0.199  | 21.00 |       |
| 4                 | Jorge Henrique da Costa Vides | Brasil        | 0.129  | 21.12 |       |
| 5                 | Stephan James                 | Guiana        | 0.189  | 21.41 |       |
| 6                 | Chavez Ageday                 | Guiana        | 0.227  | 21.72 |       |
| 7                 | Bruno Rojas                   | Bolívia       | 0.187  | 21.81 |       |
| 8                 | Lucas Semino                  | Argentina     | 0.182  | 22.17 |       |

### 400 metros
| Posição | Atleta                      | Nacionalidade | Reação | Tempo | Notas |
| ------- | --------------------------- | ------------- | ------ | ----- | ----- |
| 1       | Stephan James               | Guiana        | 0.237  | 47.18 | Q     |
| 2       | Arturo Ramírez              | Venezuela     | 0.165  | 47.21 | Q     |
| 3       | Anderson Machado dos Santos | Brasil        | 0.261  | 47.24 | Q     |
| 4       | Alejandro Chalá             | Equador       | 0.223  | 48.71 | q     |
| 5       | Paulo Herrera               | Peru          | 0.268  | 48.74 | q     |
| 6       | Andrés Mendoza              | Argentina     | 0.175  | 49.37 |       |

| Posição | Atleta                         | Nacionalidade | Reação | Tempo | Notas |
| ------- | ------------------------------ | ------------- | ------ | ----- | ----- |
| 1       | Pedro Luiz Burmann de Oliveira | Brasil        | 0.207  | 47.07 | Q     |
| 2       | Alejandro Perlaza              | Colômbia      | 0.247  | 47.54 | Q     |
| 3       | Fabio Martínez                 | Argentina     | 0.348  | 48.27 | Q     |
| 4       | Jordy Portilla                 | Peru          | 0.270  | 49.54 |       |
| 5       | José Meléndez                  | Venezuela     | 0.229  | DNF   |       |

| Posição           | Atleta                         | Nacionalidade | Reação | Tempo | Notas |
| ----------------- | ------------------------------ | ------------- | ------ | ----- | ----- |
| Medalha de ouro   | Pedro Luiz Burmann de Oliveira | Brasil        | 0.234  | 45.52 |       |
| Medalha de prata  | Arturo Ramírez                 | Venezuela     | 0.191  | 46.20 |       |
| Medalha de bronze | Stephan James                  | Guiana        | 0.232  | 46.52 |       |
| 4                 | Anderson Machado dos Santos    | Brasil        | 0.263  | 46.57 |       |
| 5                 | Alejandro Perlaza              | Colômbia      | 0.216  | 46.61 |       |
| 6                 | Fabio Martínez                 | Argentina     | 0.185  | 46.66 |       |
| 7                 | Alejandro Chalá                | Equador       | 0.191  | 48.80 |       |
| 8                 | Paulo Herrera                  | Peru          | 0.173  | 49.02 |       |

### 800 metros
Final – 23 de setembro 14:30h

Umidade: 50% – Temperatura: 24.0°C
| Posição           | Atleta                          | Nacionalidade | Tempo   | Notas |
| ----------------- | ------------------------------- | ------------- | ------- | ----- |
| Medalha de ouro   | Tomás Squella                   | Chile         | 1:48.06 |       |
| Medalha de prata  | David Diaz Franco               | Argentina     | 1:48.34 |       |
| Medalha de bronze | Lucirio Antonio Garrido         | Venezuela     | 1:48.60 |       |
| 4                 | Iván López                      | Chile         | 1:49.29 |       |
| 5                 | Juan Sebastián Vega             | Argentina     | 1:51.76 |       |
| 6                 | Alex Sandro Jesus de Oliveira   | Brasil        | 1:52.43 |       |
| 7                 | Edmundo Díaz                    | Peru          | 1:53.39 |       |
| 8                 | Milton Castro                   | Uruguai       | 1:54.04 |       |
| 9                 | Adriano Felipe Pereira do Carmo | Brasil        | 1:55.99 |       |

### 1.500 metros
Final – 22 de setembro 10:40h

Umidade: 46% – Temperatura: 22°C
| Posição           | Atleta                       | Nacionalidade | Tempo   | Notas |
| ----------------- | ---------------------------- | ------------- | ------- | ----- |
| Medalha de ouro   | Federico Bruno               | Argentina     | 3:47.13 |       |
| Medalha de prata  | Iván López                   | Chile         | 3:48.07 |       |
| Medalha de bronze | Carlos Díaz                  | Chile         | 3:50.01 |       |
| 4                 | Jean Carlos Dolberth Machado | Brasil        | 3:50.11 |       |
| 5                 | Kelvyn Mendes Martins        | Brasil        | 3:53.28 |       |
| 6                 | Lucirio Antonio Garrido      | Venezuela     | 4:03.04 |       |

### 5.000 metros
Final – 23 de setembro 9:00h

Umidade (inicial/final): 54%/55% – Temperatura (inicial/final): 20.0°C/20.0°C
| Posição           | Atleta                   | Nacionalidade | Tempo    | Notas |
| ----------------- | ------------------------ | ------------- | -------- | ----- |
| Medalha de ouro   | Víctor Aravena           | Chile         | 14:16.25 |       |
| Medalha de prata  | Federico Bruno           | Argentina     | 14:24.21 |       |
| Medalha de bronze | Daniel Toroya            | Bolívia       | 14:29.30 |       |
| 4                 | Antonio Naranjo          | Colômbia      | 14:33.89 |       |
| 5                 | José Luis Rojas          | Peru          | 14:38.27 |       |
| 6                 | Allison Rocha Peres      | Brasil        | 14:40.03 |       |
| 7                 | Altobeli Santos da Silva | Brasil        | 14:45.76 |       |
| 8                 | Joaquín Arbe             | Argentina     | 14:46.25 |       |
| 9                 | Alexis Peña              | Venezuela     | 14:46.33 |       |
| 10                | Carlos Díaz              | Chile         | 14:46.86 |       |
| 11                | Jeison Suarez            | Colômbia      | 15:04.28 |       |
| 12                | Miguel Mallma            | Peru          | 15:14.66 |       |
| 13                | Derlis Ayala             | Paraguai      | 15:47.43 |       |
| 14                | Daniel Larrosa           | Uruguai       | DNF      |       |

### 10.000 metros
Final – 22 de setembro 16:40h

Umidade: 70% – Temperatura: 17.0°C
| Posição           | Atleta                   | Nacionalidade | Tempo    | Notas |
| ----------------- | ------------------------ | ------------- | -------- | ----- |
| Medalha de ouro   | Víctor Aravena           | Chile         | 30:31.93 |       |
| Medalha de prata  | José Luis Rojas          | Peru          | 30:32.82 |       |
| Medalha de bronze | Wily Canchanya           | Peru          | 30:33.11 |       |
| 4                 | Daniel Toroya            | Bolívia       | 30:38.73 |       |
| 5                 | Altobeli Santos da Silva | Brasil        | 30:41.39 |       |
| 6                 | Miguel Ángel Amador      | Colômbia      | 30:52.61 |       |
| 7                 | Nicolás Herrera          | Colômbia      | 30:55.12 |       |
| 8                 | Mauricio Matute          | Equador       | 31:06.03 |       |
| 9                 | Everton Barbosa da Silva | Brasil        | 31:54.78 |       |

### 110 metros barreiras
| Posição | Atleta                 | Nacionalidade | Reação | Tempo | Notas |
| ------- | ---------------------- | ------------- | ------ | ----- | ----- |
| 1       | João Vitor de Oliveira | Brasil        | 0.171  | 14.60 | Q     |
| 2       | Carlos Pino            | Colômbia      | 0.201  | 14.64 | Q     |
| 3       | Facundo Andrade        | Argentina     | 0.187  | 14.79 | Q     |
| 4       | David Franco           | Venezuela     | 0.166  | 15.03 | q     |
| 5       | Camilo Acebey          | Bolívia       | 0.172  | 15.39 |       |

| Posição | Atleta              | Nacionalidade | Reação | Tempo | Notas |
| ------- | ------------------- | ------------- | ------ | ----- | ----- |
| 1       | Patricio Colarte    | Chile         | 0.184  | 14.63 | Q     |
| 2       | Javier McFarlane    | Peru          | 0.156  | 14.78 | Q     |
| 3       | Jefferson Valencia  | Colômbia      | 0.204  | 14.85 | Q     |
| 4       | Robson Vieira Braga | Brasil        | 0.196  | 14.94 | q     |

| Posição           | Atleta                 | Nacionalidade | Reação | Tempo | Notas |
| ----------------- | ---------------------- | ------------- | ------ | ----- | ----- |
| Medalha de ouro   | João Vitor de Oliveira | Brasil        | 0.152  | 14.14 |       |
| Medalha de prata  | Robson Vieira Braga    | Brasil        | 0.183  | 14.28 |       |
| Medalha de bronze | Jefferson Valencia     | Colômbia      | 0.185  | 14.57 |       |
| 4                 | Javier McFarlane       | Peru          | 0.168  | 14.60 |       |
| 5                 | Carlos Pino            | Colômbia      | 0.170  | 14.61 |       |
| 6                 | Patricio Colarte       | Chile         | 0.148  | 14.73 |       |
| 7                 | Facundo Andrade        | Argentina     | 0.143  | 14.76 |       |
| 8                 | David Franco           | Venezuela     | 0.170  | 14.81 |       |

### 400 metros barreiras
Final – 23 de setembro 14:00h

Umidade: 47% – Temperatura: 26.0°C
| Posição           | Atleta                    | Nacionalidade | Reação | Tempo | Notas |
| ----------------- | ------------------------- | ------------- | ------ | ----- | ----- |
| Medalha de ouro   | Hederson Alves Estefani   | Brasil        | 0.160  | 51.02 |       |
| Medalha de prata  | Alejandro Chalá           | Equador       | 0.251  | 51.11 |       |
| Medalha de bronze | Vinicius Paixão Guimarães | Brasil        | 0.159  | 51.69 |       |
| 4                 | Jefferson Valencia        | Colômbia      | 0.296  | 52.57 |       |
| 5                 | Andrés Mendoza            | Argentina     | 0.188  | 52.59 |       |
| 6                 | Alejandro Peirano         | Chile         | 0.217  | 53.44 |       |

### 3.000 metros com obstáculos
Final – 22 de setembro 16:20h

Umidade: 63% – Temperatura: 19.0°C
| Posição           | Atleta                        | Nacionalidade | Tempo    | Notas |
| ----------------- | ----------------------------- | ------------- | -------- | ----- |
| Medalha de ouro   | Alexis Peña                   | Venezuela     | 8:53.42  |       |
| Medalha de prata  | Jean Carlos Dolberth Machado  | Brasil        | 8:54.53  |       |
| Medalha de bronze | Joaquín Arbe                  | Argentina     | 8:55.90  |       |
| 4                 | Daniel Estrada                | Chile         | 8:56.67  |       |
| 5                 | Alex Sandro Jesus de Oliveira | Brasil        | 9:39.60  |       |
| 6                 | Derlis Ayala                  | Paraguai      | 9:50.03  |       |
| 7                 | Daniel Larrosa                | Uruguai       | 10:14.11 |       |

### Revezamento 4x100 m
Final – 22 de setembro 18:15h

Umidade: 76% – Temperatura: 16.0°C
| Posição           | Nacionalidade | Atletas | Reação | Tempo | Notas |
| ----------------- | ------------- | --- | ------ | ----- | ----- |
| Medalha de ouro   | Brasil        | Jackson Cesar da Silva Jorge Henrique da Costa Vides Aldemir Gomes da Silva Júnior Eric Sigaki Martins de Jesus | 0.175  | 40.10 |       |
| Medalha de prata  | Colômbia      | Jefferson Valencia Bernardo Boloyes Roberto Murillo Isidro Montoya                                              | 0.167  | 40.14 |       |
| Medalha de bronze | Argentina     | Matías Robledo Fabio Martínez Lucas Semino Rubén Benítez                                                        | 0.154  | 40.82 |       |
| 4                 | Venezuela     | Cleiderman Medina Arturo Ramírez David Franco Noel Campos                                                       | 0.234  | DNF   |       |

### Revezamento 4x400 m
Final – 23 de setembro 16:35h

Umidade: 70% – Temperatura: 18.0°C
| Posição           | Nacionalidade | Atletas                                                                                               | Tempo   | Notas                |
| ----------------- | ------------- | --- | ------- | -------------------- |
| Medalha de ouro   | Brasil        | Anderson Machado dos Santos Willian Batista Carvalho Jonathan da Silva Pedro Luiz Burmann de Oliveira | 3:07.44 |                      |
| Medalha de prata  | Venezuela     | Noel Campos Lucirio Francisco Garrido Cleiderman Medina Arturo Ramírez                                | 3:08.56 |                      |
| Medalha de bronze | Peru          | Jordy Portilla Andy Martínez Edmundo Díaz Paulo Herrera                                               | 3:14.18 |                      |
| 4                 | Argentina     | Andrés Mendoza David Diaz Franco Juan Sebastián Vega Fabio Martínez                                   | 3:14.95 |                      |
| 5                 | Chile         | Patricio Colarte Alejandro Peirano Iván López Tomás Squella                                           | 3:18.09 |                      |
| 6                 | Colômbia      | José Gregorio Lemos Alejandro Perlaza Jefferson Valencia Bernardo Boloyes                             | DSQ     | Regra da IAAF 170.20 |

### 20 km marcha atlética
Final – 22 de setmbro 7:00h

Umidade: 60% – Temperatura: 21.0°C
| Posição           | Atleta                       | Nacionalidade | Tempo     | Notas |
| ----------------- | ---------------------------- | ------------- | --------- | ----- |
| Medalha de ouro   | Caio Oliveira de Sena Bonfim | Brasil        | 1:23:22.8 |       |
| Medalha de prata  | José Leonardo Montaña        | Colômbia      | 1:23:41.5 |       |
| Medalha de bronze | Richard Vargas               | Venezuela     | 1:29:46.6 |       |
| 4                 | Rudney Dias Nogueira         | Brasil        | 1:30:38.3 |       |

### Salto em altura
Final – 23 de setembro 10:00h

Umidade (inicial/final): 51%/51% – Temperatura (inicial/final): 21°C/21°C
| Posição           | Atleta                 | Nacionalidade | Tentativa | Tentativa | Tentativa | Tentativa | Tentativa | Tentativa | Tentativa | Resultado | Notas |
| Posição           | Atleta                 | Nacionalidade | 2.05      | 2.10      | 2.13      | 2.16      | 2.19      | 2.21      | 2.24      | Resultado | Notas |
| ----------------- | ---------------------- | ------------- | --------- | --------- | --------- | --------- | --------- | --------- | --------- | --------- | ----- |
| Medalha de ouro   | Talles Frederico Silva | Brasil        | -         | xo        | -         | o         | xo        | o         | xxx       | 2.21      |       |
| Medalha de prata  | Carlos Layoy           | Argentina     | o         | o         | -         | xo        | xo        | xxx       |           | 2.19      |       |
| Medalha de bronze | Rafael dos Santos      | Brasil        | xo        | xo        | o         | o         | xxx       |           |           | 2.16      |       |
| 4                 | Eure Yánez             | Venezuela     | o         | o         | xo        | xo        | xxx       |           |           | 2.16      |       |
| 5                 | Arturo Chávez          | Peru          | xo        | o         | xo        | xo        | xxx       |           |           | 2.16      |       |

### Salto com vara
Final – 22 de setembro 14:00h

Umidade (inicial/final): 49%/50% – Temperatura (inicial/final): 23°C/22°C
| Posição           | Atleta                      | Nacionalidade | Tentativa | Tentativa | Tentativa | Tentativa | Tentativa | Tentativa | Tentativa | Tentativa | Resultado | Notas |
| Posição           | Atleta                      | Nacionalidade | 4.40      | 4.60      | 4.80      | 4.90      | 5.00      | 5.05      | 5.10      | 5.15      | Resultado | Notas |
| ----------------- | --------------------------- | ------------- | --------- | --------- | --------- | --------- | --------- | --------- | --------- | --------- | --------- | ----- |
| Medalha de ouro   | Matheus Bernardino da Silva | Brasil        | -         | -         | o         | xo        | o         | xo        | -         | xxx       | 5.05      |       |
| Medalha de prata  | Rubén Benítez               | Argentina     | -         | xo        | o         | o         | o         | x-        | xx        |           | 5.00      |       |
| Medalha de bronze | Daniel Zupeuc               | Chile         | o         | o         | o         | xxx       |           |           |           |           | 4.80      |       |
| 4                 | Abel Curtinove              | Brasil        | -         | xxo       | xxx       |           |           |           |           |           | 4.60      |       |
| 5                 | Alejandro Aguilar           | Argentina     | o         | xxx       |           |           |           |           |           |           | 4.40      |       |

### Salto em comprimento
Final – 22 de setembro 14:35h

Umidade (inicial/final): 51%/52% – Temperatura (inicial/final): 22°C/21°C
| Posição           | Atleta          | Nacionalidade | Tentativa  | Tentativa  | Tentativa   | Tentativa   | Tentativa  | Tentativa  | Resultado      | Notas |
| Posição           | Atleta          | Nacionalidade | 1          | 2          | 3           | 4           | 5          | 6          | Resultado      | Notas |
| ----------------- | --------------- | ------------- | ---------- | ---------- | ----------- | ----------- | ---------- | ---------- | -------------- | ----- |
| Medalha de ouro   | Rebert Firmiano | Brasil        | 7.73 (1.0) | x          | 7.67 (2.8)  | 7.70 (3.3)  | 7.96 (3.0) | x          | 7.96 (+3.0m/s) |       |
| Medalha de prata  | Higor Alves     | Brasil        | 7.59 (1.4) | 7.72 (2.3) | 7.36 (-1.8) | 7.41 (-0.3) | x          | x          | 7.72 (+2.3m/s) |       |
| Medalha de bronze | Emiliano Lasa   | Uruguai       | 7.57 (2.2) | x          | x           | 7.60 (4.3)  | x          | 7.63 (2.7) | 7.63 (+2.7m/s) |       |
| 4                 | Edwin Murillo   | Colômbia      | 6.91 (1.4) | 6.93 (2.0) | x           | 7.27 (2.9)  | 7.01 (1.8) | 7.09 (2.5) | 7.27 (+2.9m/s) |       |

### Salto triplo
Final – 23 de setembro 15:15h

Umidade (inicial/final): 58%/55% – Temperatura (inicial/final): 23°C/22°C
| Posição           | Atleta                  | Nacionalidade | Tentativa    | Tentativa    | Tentativa   | Tentativa    | Tentativa   | Tentativa    | Resultado       | Notas |
| Posição           | Atleta                  | Nacionalidade | 1            | 2            | 3           | 4            | 5           | 6            | Resultado       | Notas |
| ----------------- | ----------------------- | ------------- | ------------ | ------------ | ----------- | ------------ | ----------- | ------------ | --------------- | ----- |
| Medalha de ouro   | Jonathan Henrique Silva | Brasil        | 15.55 (-0.0) | 15.98 (-1.0) | -           | x            | -           | 16.19 (2.4)  | 16.19 (+2.4m/s) |       |
| Medalha de prata  | Jean Cassimiro Rosa     | Brasil        | 15.43 (1.6)  | 15.68 (2.7)  | x           | -            | x           | 14.66 (-0.5) | 15.68 (+2.7m/s) |       |
| Medalha de bronze | Divie Murillo           | Colômbia      | 13.55 (0.9)  | 15.07 (1.4)  | 14.64 (0.6) | 14.83 (-0.6) | 15.19 (1.0) | 15.37 (0.5)  | 15.37 (+0.5m/s) |       |

### Arremesso de peso
Final – 23 de setembro 9:00h

Umidade (inicial/final): 54%/53% – Temperatura (inicial/final): 20°C/20°C
| Posição           | Atleta                 | Nacionalidade | Tentativa | Tentativa | Tentativa | Tentativa | Tentativa | Tentativa | Resultado | Notas |
| Posição           | Atleta                 | Nacionalidade | 1         | 2         | 3         | 4         | 5         | 6         | Resultado | Notas |
| ----------------- | ---------------------- | ------------- | --------- | --------- | --------- | --------- | --------- | --------- | --------- | ----- |
| Medalha de ouro   | Darlan Romani          | Brasil        | 19.88     | 18.63     | 19.93     | 19.62     | 19.19     | x         | 19.93     |       |
| Medalha de prata  | Willian Braido         | Brasil        | 18.23     | 18.08     | 18.51     | 18.32     | x         | 18.85     | 18.85     |       |
| Medalha de bronze | José Joaquín Ballivián | Chile         | 16.89     | x         | 16.80     | x         | 16.72     | 17.28     | 17.28     |       |
| 4                 | Nicolás Laso           | Chile         | 15.71     | x         | x         | x         | x         | x         | 15.71     |       |
| 5                 | Juan Caicedo           | Equador       | 12.36     | 12.96     | x         | x         | x         | x         | 12.96     |       |

### Lançamento de disco
Final – 22 de setembro 14:00h

Umidade (inicial/final): 51%/49% – Temperatura (inicial/final): 22°C/23°C
| Posição           | Atleta                           | Nacionalidade | Tentativa | Tentativa | Tentativa | Tentativa | Tentativa | Tentativa | Resultado | Notas |
| Posição           | Atleta                           | Nacionalidade | 1         | 2         | 3         | 4         | 5         | 6         | Resultado | Notas |
| ----------------- | -------------------------------- | ------------- | --------- | --------- | --------- | --------- | --------- | --------- | --------- | ----- |
| Medalha de ouro   | Mauricio Ortega                  | Colômbia      | 51.56     | x         | 53.94     | 49.47     | x         | 49.84     | 53.94     |       |
| Medalha de prata  | Felipe Lorenzon                  | Brasil        | 49.13     | 51.71     | x         | x         | x         | 51.34     | 51.71     |       |
| Medalha de bronze | Thiago de Jesus Santos Negreiros | Brasil        | 49.11     | 42.64     | 51.48     | x         | 50.40     | 49.12     | 51.48     |       |
| 4                 | Juan Caicedo                     | Equador       | 47.53     | x         | x         | x         | x         | 50.81     | 50.81     |       |
| 5                 | Nicolás Laso                     | Chile         | 47.59     | x         | 49.55     | x         | x         | x         | 49.55     |       |
| 6                 | Juan Ignacio Solito              | Argentina     | 47.29     | x         | 45.05     | 46.49     | x         | 44.92     | 47.29     |       |
| 7                 | Michael Miranda                  | Bolívia       | 40.83     | 42.52     | 43.63     | 34.87     | x         | 41.95     | 43.63     |       |

### Lançamento de martelo
Final – 22 de setembro 8:00h

Umidade (inicial/final): 51%/58% – Temperatura (inicial/final): 23°C/20°C
| Posição           | Atleta                | Nacionalidade | Tentativa | Tentativa | Tentativa | Tentativa | Tentativa | Tentativa | Resultado | Notas |
| Posição           | Atleta                | Nacionalidade | 1         | 2         | 3         | 4         | 5         | 6         | Resultado | Notas |
| ----------------- | --------------------- | ------------- | --------- | --------- | --------- | --------- | --------- | --------- | --------- | ----- |
| Medalha de ouro   | Allan da Silva Wolski | Brasil        | 56.69     | x         | 61.43     | 63.20     | 62.24     | 61.28     | 63.20     |       |
| Medalha de prata  | Hevertt Álvarez       | Chile         | 60.24     | 61.18     | 59.22     | x         | 59.84     | 60.87     | 61.18     |       |
| Medalha de bronze | Pedro Muniz da Costa  | Brasil        | x         | 59.11     | x         | 59.11     | x         | 60.84     | 60.84     |       |
| 4                 | Guillermo Braulio     | Equador       | 55.57     | x         | x         | 55.69     | 56.74     | 57.49     | 57.49     |       |
| 5                 | Luciano del Rio       | Argentina     | 54.05     | 55.67     | x         | 56.49     | x         | x         | 56.49     |       |
| 6                 | Jaime Díaz            | Chile         | 52.89     | 51.93     | 52.49     | x         | 54.31     | 55.57     | 55.57     |       |
| 7                 | Carlos Yépez          | Venezuela     | x         | x         | x         | x         | 53.71     | x         | 53.71     |       |

### Lançamento de dardo
Final – 23 de setembro 8:30h

Umidade (inicial/final): 63%/55% – Temperatura (inicial/final): 19°C/20°C
| Posição           | Atleta                       | Nacionalidade | Tentativa | Tentativa | Tentativa | Tentativa | Tentativa | Tentativa | Resultado | Notas |
| Posição           | Atleta                       | Nacionalidade | 1         | 2         | 3         | 4         | 5         | 6         | Resultado | Notas |
| ----------------- | ---------------------------- | ------------- | --------- | --------- | --------- | --------- | --------- | --------- | --------- | ----- |
| Medalha de ouro   | Braian Toledo                | Argentina     | 70.12     | 74.80     | 74.90     | 74.57     | 78.49     | x         | 78.49     |       |
| Medalha de prata  | Tomás Guerra                 | Chile         | 71.30     | 71.03     | x         | x         | x         | 67.59     | 71.30     |       |
| Medalha de bronze | Paulo Enrique Alves da Silva | Brasil        | 70.97     | 65.36     | 65.66     | 69.49     | 67.16     | 71.23     | 71.23     |       |
| 4                 | Lucas Ivan Lima da Silva     | Brasil        | 66.78     | 62.04     | 64.90     | 64.85     | 68.00     | 66.08     | 68.00     |       |
| 5                 | José Escobar                 | Equador       | 66.72     | 65.75     | 65.63     | 67.21     | 65.92     | 67.62     | 67.62     |       |
| 6                 | Fabián Jara                  | Paraguai      | 65.72     | 63.42     | 62.32     | 57.33     | x         | 58.37     | 65.72     |       |
| 7                 | Luis Debia                   | Venezuela     | 57.80     | 59.64     | x         | 56.96     | 58.07     | 56.21     | 59.64     |       |

### Decatlo
Final – 23 de setembro 16:05h

Umidade (inicial/final): 63%/55% – Temperatura (inicial/final): 19°C/20°C
| Pos.              | Atleta                          | Nacionalidade | 100 m               | SD                | AP           | SA          | 400 m        | 110 m C/B          | AD           | SV          | LD           | 1500 m         | PG   | Notas |
| ----------------- | ------------------------------- | ------------- | ------------------- | ----------------- | ------------ | ----------- | ------------ | ------------------ | ------------ | ----------- | ------------ | -------------- | ---- | ----- |
| Medalha de ouro   | Guillermo Ruggeri               | Argentina     | 10.94 (-0.6) 874pts | 6.41 (1.9) 677pts | 12.84 657pts | 1.88 696pts | 48.59 881pts | 14.60 (NWI) 899pts | 36.90 602pts | 4.10 645pts | 53.67 643pts | 4:48.28 629pts | 7203 |       |
| Medalha de prata  | Ricardo Herrada                 | Venezuela     | 11.53 (-0.6) 746pts | 6.99 (1.0) 811pts | 11.80 594pts | 1.82 644pts | 51.73 730pts | 15.15 (NWI) 831pts | 37.38 612pts | 4.40 731pts | 54.39 654pts | 4:56.98 577pts | 6930 |       |
| Medalha de bronze | Óscar Campos                    | Venezuela     | 11.25 (-0.6) 806pts | 6.86 (1.0) 781pts | 11.34 566pts | 1.76 593pts | 50.98 770pts | 15.90 (NWI) 744pts | 33.63 536pts | 4.20 673pts | 58.91 721pts | 4:38.72 688pts | 6878 |       |
| 4                 | Pedro Franco de Almeida de Lima | Brasil        | 11.54 (-0.6) 744pts | 6.78 (1.0) 762pts | 11.06 549pts | 1.91 723pts | 49.82 823pts | 15.72 (NWI) 765pts | 38.08 626pts | 4.20 673pts | 45.47 522pts | 4:38.87 687pts | 6874 |       |
| 5                 | Matías Dallaserra               | Chile         | 11.40 (-0.6) 774pts | 6.50 (1.2) 697pts | 12.84 657pts | 1.85 670pts | 51.47 748pts | 16.12 (NWI) 719pts | 35.81 580pts | 3.90 590pts | 43.52 493pts | 4:25.89 772pts | 6700 |       |
| 6                 | Fidel Baucero                   | Argentina     | 11.59 (-0.6) 734pts | 6.53 (3.1) 704pts | 10.32 505pts | 1.85 670pts | 50.27 802pts | 15.87 (NWI) 747pts | 32.94 523pts | 3.90 590pts | 43.80 497pts | 4:25.11 777pts | 6549 |       |
| 7                 | Estevão de Souza Lima           | Brasil        | 11.71 (-0.6) 709pts | 7.01 (1.5) 816pts | 10.70 528pts | 1.85 670pts | 52.55 701pts | 15.96 (NWI) 737pts | 35.75 579pts | 4.00 617pts | 44.20 503pts | 4:40.79 675pts | 6535 |       |

## Resultado feminino

### 100 metros
| Posição | Atleta              | Nacionalidade | Reação | Tempo | Notas |
| ------- | ------------------- | ------------- | ------ | ----- | ----- |
| 1       | Vanusa dos Santos   | Brasil        | 0.176  | 11.71 | Q     |
| 2       | Carmen Vergara      | Colômbia      | 0.169  | 12.15 | Q     |
| 3       | Ruth Cassandra Hunt | Panamá        | 0.170  | 12.29 | Q     |
| 4       | Paola Mautino       | Peru          | 0.175  | 12.35 | q     |
| 5       | Gimena Gasco        | Uruguai       | 0.190  | 12.67 | q     |

| Posição | Atleta                   | Nacionalidade | Reação | Tempo | Notas               |
| ------- | ------------------------ | ------------- | ------ | ----- | ------------------- |
| 1       | Merlin Palacios          | Colômbia      | 0.562  | 12.07 | Q                   |
| 2       | Andressa Moreira Fidelis | Brasil        | 0.146  | 12.12 | Q                   |
| 3       | Victoria Woodward        | Argentina     | 0.501  | 12.14 | Q                   |
| 4       | Fernanda Trujillo        | Bolívia       | 0.214  | 13.07 |                     |
| 5       | Laura Lupano             | Uruguai       |        | DSQ   | Regra da IAAF 162.6 |

| Posição           | Atleta                   | Nacionalidade | Reação | Tempo | Notas |
| ----------------- | ------------------------ | ------------- | ------ | ----- | ----- |
| Medalha de ouro   | Vanusa dos Santos        | Brasil        | 0.186  | 11.72 |       |
| Medalha de prata  | Merlin Palacios          | Colômbia      | 0.233  | 11.85 |       |
| Medalha de bronze | Victoria Woodward        | Argentina     | 0.235  | 11.88 |       |
| 4                 | Andressa Moreira Fidelis | Brasil        | 0.164  | 11.92 |       |
| 5                 | Carmen Vergara           | Colômbia      | 0.320  | 12.16 |       |
| 6                 | Paola Mautino            | Peru          | 0.202  | 12.35 |       |
| 7                 | Ruth Cassandra Hunt      | Panamá        | 0.181  | 12.44 |       |
| 8                 | Gimena Gasco             | Uruguai       | 0.160  | 12.69 |       |

### 200 metros
Final – 23 de setembro 11:50h

Umidade: 45% – Temperatura: 24.0°C - Vento: +1.2m/s
| Posição           | Atleta                      | Nacionalidade | Reação | Tempo | Notas |
| ----------------- | --------------------------- | ------------- | ------ | ----- | ----- |
| Medalha de ouro   | Nercely Soto                | Venezuela     | 0.288  | 23.40 |       |
| Medalha de prata  | Isidora Jiménez             | Chile         | 0.175  | 23.63 |       |
| Medalha de bronze | Vanusa dos Santos           | Brasil        | 0.150  | 23.79 |       |
| 4                 | Yenifer Padilla             | Colômbia      | 0.196  | 23.80 |       |
| 5                 | Merlin Palacios             | Colômbia      | 0.384  | 24.22 |       |
| 6                 | Thais Evelin da Costa Vides | Brasil        | 0.497  | 24.48 |       |
| 7                 | Laura Lupano                | Uruguai       | 0.220  | 25.63 |       |
| 8                 | Fernanda Trujillo           | Bolívia       | 0.552  | 25.93 |       |

### 400 metros
Final – 22 de setembro 15:35h

Umidade: 54% – Temperatura: 20.0°C
| Posição           | Atleta                     | Nacionalidade | Reação | Tempo | Notas |
| ----------------- | -------------------------- | ------------- | ------ | ----- | ----- |
| Medalha de ouro   | Yenifer Padilla            | Colômbia      | 0.195  | 53.12 |       |
| Medalha de prata  | Nercely Soto               | Venezuela     | 0.588  | 53.45 |       |
| Medalha de bronze | Jessica Gonzaga dos Santos | Brasil        | 0.175  | 54.22 |       |
| 4                 | Janeth Largacha            | Colômbia      | 0.289  | 54.38 |       |
| 5                 | Barbara Farias de Oliveira | Brasil        | 0.522  | 54.63 |       |
| 6                 | María Ayelén Diogo         | Argentina     | 0.289  | 55.85 |       |
| 7                 | Natrena Hooper             | Guiana        | 0.192  | 56.04 |       |
| 8                 | Maitte Torres              | Peru          | 0162   | 56.46 |       |

### 800 metros
Final – 23 de setembro 14:45h

Umidade: 51% – Temperatura: 24.4°C
| Posição           | Atleta                     | Nacionalidade | Tempo   | Notas |
| ----------------- | -------------------------- | ------------- | ------- | ----- |
| Medalha de ouro   | Jessica Gonzaga dos Santos | Brasil        | 2:07.42 |       |
| Medalha de prata  | Evangelina Thomas          | Argentina     | 2:08.15 |       |
| Medalha de bronze | Andrea Calderón            | Equador       | 2:08.51 |       |
| 4                 | Mariana Borelli            | Argentina     | 2:09.44 |       |
| 5                 | Erika Oliveira Lima        | Brasil        | 2:12.41 |       |

### 1.500 metros
Final – 22 de setembro 14:50h

Umidade: 50% – Temperatura: 22.0°C
| Posição           | Atleta                    | Nacionalidade | Tempo   | Notas |
| ----------------- | ------------------------- | ------------- | ------- | ----- |
| Medalha de ouro   | Erika Oliveira Lima       | Brasil        | 4:26.29 |       |
| Medalha de prata  | Thayra Francis dos Santos | Brasil        | 4:30.09 |       |
| Medalha de bronze | Evangelina Thomas         | Argentina     | 4:35.54 |       |

### 5.000 metros
Final – 22 de setembro 17:40h

Umidade: 74% – Temperatura: 16.0°C
| Posição           | Atleta                         | Nacionalidade | Tempo    | Notas |
| ----------------- | ------------------------------ | ------------- | -------- | ----- |
| Medalha de ouro   | Yony Ninahuamán                | Peru          | 16:50.21 |       |
| Medalha de prata  | Adriana Cristina Silva da Luz  | Brasil        | 16:50.43 |       |
| Medalha de bronze | Florencia Borelli              | Argentina     | 17:00.04 |       |
| 4                 | Larisse do Nascimento de Sousa | Brasil        | 17:03.27 |       |

### 10.000 metros
Final – 23 de setembro 15:00h

Umidiade: 51% – Temperatura: 24.4°C
| Posição           | Atleta                        | Nacionalidade | Tempo    | Notas |
| ----------------- | ----------------------------- | ------------- | -------- | ----- |
| Medalha de ouro   | Florencia Borelli             | Argentina     | 35:29.08 |       |
| Medalha de prata  | Adriana Cristina Silva da Luz | Brasil        | 35:37.32 |       |
| Medalha de bronze | Valdilene dos Santos Silva    | Brasil        | 35:54.22 |       |

### 100 metros barreiras
Final – 22 de setembro 11:20h

Umidade: 50% – Temperatura: 23.0°C - Vento: -1.7m/s
| Posição           | Atleta                  | Nacionalidade | Reação | Tempo | Notas |
| ----------------- | ----------------------- | ------------- | ------ | ----- | ----- |
| Medalha de ouro   | Nelsibeth Villalobos    | Venezuela     | 0.503  | 14.48 |       |
| Medalha de prata  | Génesis Romero          | Venezuela     | 0.192  | 14.58 |       |
| Medalha de bronze | Gabriela de Farias Lima | Brasil        | 0.178  | 14.65 |       |
| 4                 | Natalia Pinzem          | Colômbia      | 0.185  | 14.90 |       |
| 5                 | Leidy Valencia          | Colômbia      | 0.142  | 14.98 |       |

### 400 metros barreiras
| Posição | Atleta              | Nacionalidade | Reação | Tempo   | Notas |
| ------- | ------------------- | ------------- | ------ | ------- | ----- |
| 1       | Déborah Rodríguez   | Uruguai       | 0.169  | 1:00.78 | Q     |
| 2       | Debora dos Santos   | Brasil        | 0.522  | 1:01.28 | Q     |
| 3       | Estefani Balladares | Venezuela     | 0.258  | 1:02.20 | Q     |
| 4       | Maitte Torres       | Peru          | 0.319  | 1:04.36 | q     |
| 5       | Karen Palomeque     | Colômbia      | 0.260  | 1:04.40 |       |

| Posição | Atleta                          | Nacionalidade | Reação | Tempo   | Notas |
| ------- | ------------------------------- | ------------- | ------ | ------- | ----- |
| 1       | Magdalena Mendoza               | Venezuela     | 0.204  | 1:00.34 | Q     |
| 2       | Javiera Errázuriz               | Chile         | 0.341  | 1:01.38 | Q     |
| 3       | Melissa Rodrigues Lobo da Silva | Brasil        | 0.270  | 1:01.84 | Q     |
| 4       | Juliet Caballero                | Colômbia      | 0.404  | 1:02.53 | q     |
| 5       | Mariana Sans                    | Uruguai       | 0.687  | 1:05.21 |       |

| Posição           | Atleta                          | Nacionalidade | Reação | Tempo   | Notas |
| ----------------- | ------------------------------- | ------------- | ------ | ------- | ----- |
| Medalha de ouro   | Déborah Rodríguez               | Uruguai       | 0.400  | 57.63   |       |
| Medalha de prata  | Magdalena Mendoza               | Venezuela     |        | 58.09   |       |
| Medalha de bronze | Debora dos Santos               | Brasil        | 0.567  | 59.14   |       |
| 4                 | Javiera Errázuriz               | Chile         | 0.218  | 59.57   |       |
| 5                 | Estefani Balladares             | Venezuela     | 0.266  | 1:00.68 |       |
| 6                 | Melissa Rodrigues Lobo da Silva | Brasil        | 0.265  | 1:04.11 |       |
| 7                 | Juliet Caballero                | Colômbia      |        | 1:08.47 |       |
| 8                 | Maitte Torres                   | Peru          | 0.176  | DNF     |       |

### 3.000 metros com obstáculos
Final – 22 de setembro 9:40h

Umidade: 46% – Temperatura: 25.0°C
| Posição           | Atleta                      | Nacionalidade | Tempo    | Notas |
| ----------------- | --------------------------- | ------------- | -------- | ----- |
| Medalha de ouro   | Zulema Arenas               | Peru          | 10:14.52 |       |
| Medalha de prata  | Yony Ninahuamán             | Peru          | 10:27.75 |       |
| Medalha de bronze | Tatiane Raquel da Silva     | Brasil        | 10:45.08 |       |
| 4                 | Jenifer do Nascimento Silva | Brasil        | 11:23.74 |       |

### Revezamento 4x100 m
Final – 22 de setembro 18:30h

Umidade (inicial/final): 76%/53% – Temperatura (inicial/final): 14.0°C/20.0°C
| Posição           | Nacionalidade | Atletas                                                                                                | Reação | Tempo | Notas |
| ----------------- | ------------- | --- | ------ | ----- | ----- |
| Medalha de ouro   | Chile         | Viviana Olivares Isidora Jiménez Javiera Errázuriz Paula Goni                                          | 0.247  | 45.61 |       |
| Medalha de prata  | Colômbia      | Janeth Largacha Yenifer Padilla Merlin Palacios Carmen Vergara                                         | 0.205  | 45.66 |       |
| Medalha de bronze | Brasil        | Thais Evelin da Costa Vides Vanusa dos Santos Andressa Moreira Fidelis Lorena de Araújo Silva Lourenço | 0.239  | 45.88 |       |
| 4                 | Venezuela     | Génesis Romero Magdalena Mendoza Nelsibeth Villalobos Nercely Soto                                     | 0.199  | 46.61 |       |
| 5                 | Argentina     | Josefina Loyza María Ayelén Diogo Evangelina Thomas Victoria Woodward                                  | 0.256  | DNF   |       |

### Revezamento 4x400 m
Final – 23 de setembro 16:15h

Umidade: 70% – Temperatura: 19.0°C
| Posição           | Nacionalidade | Atletas | Tempo   | Notas |
| ----------------- | ------------- | --- | ------- | ----- |
| Medalha de ouro   | Brasil        | Barbara Farias de Oliveira Dandadeua Asteria de Souza Brites da Silva Debora dos Santos Jessica Gonzaga dos Santos | 3:41.16 |       |
| Medalha de prata  | Chile         | Javiera Errázuriz Yaritza Travisani Paula Goni Isidora Jiménez                                                     | 3:42.25 |       |
| Medalha de bronze | Argentina     | María Ayelén Diogo Mariana Borelli Victoria Woodward Evangelina Thomas                                             | 3:58.86 |       |
| 4                 | Venezuela     | Magdalena Mendoza Estefani Balladares Nelsibeth Villalobos Nercely Soto                                            | DNF     |       |

### 20 km marcha atlética
Final – 23 de setembro 7:00h

Umidade (inicial/final): 76%/53% – Temperatura (inicial/final): 14.0°C/20.0°C
| Posição           | Atleta              | Nacionalidade | Tempo     | Notas               |
| ----------------- | ------------------- | ------------- | --------- | ------------------- |
| Medalha de ouro   | Yeseida Carrillo    | Colômbia      | 1:38:29.5 |                     |
| Medalha de prata  | Wendy Cornejo       | Bolívia       | 1:40:14.2 |                     |
| Medalha de bronze | Anlly Paola Pineda  | Colômbia      | 1:41:04.6 |                     |
| 4                 | Cleia da Cruz Silva | Brasil        | 1:51:09.8 |                     |
| 5                 | Yinfreny Quintero   | Venezuela     | 1:53:40.6 |                     |
| 6                 | Camila da Silva     | Brasil        | DSQ       | Regra de IAAF 230.6 |

### Salto em altura
Final – 23 de setembro 14:00h

Umidade (inicial/final): 47%/51% – Temperatura (inicial/final): 25°C/25°C
| Posição           | Atleta                    | Nacionalidade | Tentativa | Tentativa | Tentativa | Tentativa | Tentativa | Tentativa | Tentativa | Resultado | Notas |
| Posição           | Atleta                    | Nacionalidade | 1.55      | 1.60      | 1.65      | 1.70      | 1.73      | 1.76      | 1.80      | Resultado | Notas |
| ----------------- | ------------------------- | ------------- | --------- | --------- | --------- | --------- | --------- | --------- | --------- | --------- | ----- |
| Medalha de ouro   | Kashani Ríos              | Panamá        | -         | o         | o         | o         | o         | xo        | xxx       | 1.76      |       |
| Medalha de prata  | Nulfa Palacios            | Colômbia      | -         | -         | -         | xo        | o         | xxx       |           | 1.73      |       |
| Medalha de bronze | Yulimar Rojas             | Venezuela     | -         | -         | o         | o         | xxo       | xxx       |           | 1.73      |       |
| 4                 | Fernanda Amaral Paslauski | Brasil        | -         | o         | o         | o         | xxx       |           |           | 1.70      |       |
| 5                 | Mariana Ribeiro da Silva  | Brasil        | o         | o         | o         | xo        | xxx       |           |           | 1.70      |       |
| 6                 | Ariana Gutiérrez          | Venezuela     | o         | o         | o         | xxx       |           |           |           | 1.65      |       |
| 7                 | Lorena Aires              | Uruguai       | o         | o         | xxo       | xxx       |           |           |           | 1.65      |       |

### Salto com vara
Final – 22 de setembro 9:05h

Umidade (inicial/final): 58%/47% – Temperatura (inicial/final): 20°C/22°C
| Posição           | Atleta                   | Nacionalidade | Tentativa | Tentativa | Tentativa | Tentativa | Tentativa | Tentativa | Tentativa | Tentativa | Tentativa | Tentativa | Tentativa | Resultado | Notas |
| Posição           | Atleta                   | Nacionalidade | 3.20      | 3.35      | 3.50      | 3.60      | 3.65      | 3.70      | 3.75      | 3.80      | 3.85      | 3.90      | 4.05      | Resultado | Notas |
| ----------------- | ------------------------ | ------------- | --------- | --------- | --------- | --------- | --------- | --------- | --------- | --------- | --------- | --------- | --------- | --------- | ----- |
| Medalha de ouro   | Sara Santos Pereira      | Brasil        | -         | -         | -         | -         | -         | o         | -         | o         | -         | o         | xxx       | 3.90      |       |
| Medalha de prata  | Maira dos Santos Silva   | Brasil        | -         | o         | o         | o         | xxo       | o         | o         | xo        | -         | xxx       |           | 3.80      |       |
| Medalha de bronze | María Victoria Fernández | Chile         | o         | o         | o         | o         | o         | xo        | xo        | xxx       |           |           |           | 3.75      |       |
| 4                 | Catalina Amarilla        | Paraguai      | -         | o         | xxx       |           |           |           |           |           |           |           |           | 3.35      |       |
| 5                 | Ana María Betancur       | Colômbia      | o         | xo        | xxx       |           |           |           |           |           |           |           |           | 3.35      |       |

### Salto em comprimento
Final – 23 de setembro 9:00h

Umidade (inicial/final): 53%/47% – Temperatura (inicial/final): 20°C/23°C
| Posição           | Atleta                          | Nacionalidade | Tentativa   | Tentativa  | Tentativa  | Tentativa   | Tentativa   | Tentativa   | Resultado      | Notas |
| Posição           | Atleta                          | Nacionalidade | 1           | 2          | 3          | 4           | 5           | 6           | Resultado      | Notas |
| ----------------- | ------------------------------- | ------------- | ----------- | ---------- | ---------- | ----------- | ----------- | ----------- | -------------- | ----- |
| Medalha de ouro   | Jessica Carolina Alves dos Reis | Brasil        | 5.97 (0.9)  | 5.83 (0.6) | 6.18 (1.5) | 5.66 (-1.9) | x           | 5.68 (-2.2) | 6.18 (+1.5m/s) |       |
| Medalha de prata  | Nelsibeth Villalobos            | Venezuela     | 5.87 (1.1)  | 5.84 (0.7) | 4.86 (2.3) | 5.79 (-0.5) | 5.80 (0.9)  | 6.09 (1.0)  | 6.09 (+1.0m/s) |       |
| Medalha de bronze | Josefina Loyza                  | Argentina     | 5.73 (1.0)  | 5.83 (1.7) | 6.03 (1.5) | 5.75 (1.9)  | 5.78 (1.8)  | 5.64 (-0.3) | 6.03 (+1.5m/s) |       |
| 4                 | Andressa Moreira Fidelis        | Brasil        | 5.91 (-1.6) | 5.98 (0.5) | x          | 5.96 (-0.4) | 5.98 (-1.6) | x           | 5.98 (+0.5m/s) |       |
| 5                 | Génesis Romero                  | Venezuela     | 5.36 (2.6)  | 5.60 (1.7) | x          | x           | 4.98 (-1.4) | 5.48 (-0.8) | 5.60 (+1.7m/s) |       |
| 6                 | María Victoria Fernández        | Chile         | 5.56 (1.2)  | 5.57 (0.3) | 5.31 (2.0) | 5.58 (3.4)  | 5.57 (-0.2) | 5.45 (-3.4) | 5.58 (+3.4m/s) |       |
| 7                 | Paola Mautino                   | Peru          | x           | x          | 5.49 (1.8) | x           | 5.34 (-1.0) | 5.51 (-2.0) | 5.51 (-2.0m/s) |       |
| 8                 | Silvana Segura                  | Peru          | x           | x          | 5.41 (3.1) | 5.35 (-1.0) | x           | 5.35 (-3.0) | 5.41 (+3.1m/s) |       |
|                   |                                 |               |             |            |            |             |             |             |                |       |
| 9                 | Cindy Fraser                    | Guiana        | x           | 4.43 (0.3) | 4.42 (1.2) | -           | -           | -           | 4.43 (+0.3m/s) |       |

### Salto triplo
Final – 22 de setembro 10:00h

Umidade (inicial/final): 50%/47% – Temperatura (inicial/final): 22°C/22°C
| Posição           | Atleta                    | Nacionalidade | Tentativa     | Tentativa   | Tentativa   | Tentativa   | Tentativa   | Tentativa    | Resultado       | Notas |
| Posição           | Atleta                    | Nacionalidade | 1             | 2           | 3           | 4           | 5           | 6            | Resultado       | Notas |
| ----------------- | ------------------------- | ------------- | ------------- | ----------- | ----------- | ----------- | ----------- | ------------ | --------------- | ----- |
| Medalha de ouro   | Giselly Landázury         | Colômbia      | 13.31 (1.5)   | 13.25 (2.2) | 13.03 (2.3) | 13.17 (2.5) | x           | 13.22 (1.3)  | 13.31 (+1.5m/s) |       |
| Medalha de prata  | Yudelsi González          | Venezuela     | 13.13 ' (2.5) | 13.04 (1.2) | 12.81 (2.7) | 12.95 (2.3) | 12.99 (1.0) | x            | 13.13 (+2.5m/s) |       |
| Medalha de bronze | Silvana Segura            | Peru          | 12.77 (2.7)   | x           | 13.13 (1.7) | x           | 12.78 (3.5) | 12.21 (0.5)  | 13.13 (+1.7m/s) |       |
| 4                 | Gabriele Sousa dos Santos | Brasil        | 12.54 (2.8)   | x           | 12.84 (2.5) | 12.93 (0.8) | x           | 12.66 (0.6)  | 12.93 (+0.8m/s) |       |
| 5                 | Jacquelline Gonsales Sá   | Brasil        | 12.75 (3.9)   | x           | 12.72 (1.5) | 12.80 (1.1) | x           | x            | 12.80 (+1.1m/s) |       |
| 6                 | Mirian Reyes              | Peru          | 12.48 (2.4)   | x           | 12.53 (1.1) | 12.76 (1.0) | x           | 11.61 (1.9)  | 12.76 (+1.0m/s) |       |
| 7                 | Natrena Hooper            | Guiana        | 11.48 (0.7)   | 12.06 (1.3) | 12.50 (1.8) | 11.97 (2.3) | 11.80 (2.2) | 11.95 (-0.0) | 12.50 (+1.8m/s) |       |
| 8                 | Ariana Gutiérrez          | Venezuela     | 12.11 (3.3)   | x           | x           | 12.30 (1.6) | x           | 12.49 (0.9)  | 12.49 (+0.9m/s) |       |

### Arremesso de peso
Final – 23 de setembro 14:00h

Umidade (inicial/final): 46%/51% – Temperatura (inicial/final): 26°C/24°C
| Posição           | Atleta                   | Nacionalidade | Tentativa | Tentativa | Tentativa | Tentativa | Tentativa | Tentativa | Resultado | Notas |
| Posição           | Atleta                   | Nacionalidade | 1         | 2         | 3         | 4         | 5         | 6         | Resultado | Notas |
| ----------------- | ------------------------ | ------------- | --------- | --------- | --------- | --------- | --------- | --------- | --------- | ----- |
| Medalha de ouro   | Geisa Rafaela Arcanjo    | Brasil        | 18.32     | 18.43     | x         | x         | 17.32     | 18.06     | 18.43     |       |
| Medalha de prata  | Alessandra Gamboa        | Peru          | 15.57     | 14.94     | 15.41     | 15.21     | -         | 15.06     | 15.57     |       |
| Medalha de bronze | Renata Tavares Severiano | Brasil        | 14.32     | 14.94     | 14.33     | x         | 14.88     | 14.71     | 14.94     |       |
| 4                 | Giohanny Rojas           | Venezuela     | 13.65     | 14.12     | 14.07     | 14.02     | 13.87     | 13.99     | 14.12     |       |
| 5                 | Ivana Gallardo           | Chile         | x         | x         | x         | 13.92     | x         | 13.17     | 13.92     |       |
| 6                 | Elizabeth Álvarez        | Venezuela     | 12.33     | x         | 12.26     | 11.24     | 12.09     | x         | 12.33     |       |

### Lançamento de disco
Final – 22 de setembro 9:40h

Umidade (inicial/final): 54%/52% – Temperatura (inicial/final): 21°C/21°C
| Posição           | Atleta                      | Nacionalidade | Tentativa | Tentativa | Tentativa | Tentativa | Tentativa | Tentativa | Resultado | Notas |
| Posição           | Atleta                      | Nacionalidade | 1         | 2         | 3         | 4         | 5         | 6         | Resultado | Notas |
| ----------------- | --------------------------- | ------------- | --------- | --------- | --------- | --------- | --------- | --------- | --------- | ----- |
| Medalha de ouro   | Andressa Oliveira de Morais | Brasil        | x         | 56.11     | 56.14     | x         | 57.66     | x         | 57.66     |       |
| Medalha de prata  | Lidiane Milena Cansian      | Brasil        | 50.05     | x         | 51.09     | 47.78     | 49.92     | 48.68     | 51.09     |       |
| Medalha de bronze | Maia Varela                 | Argentina     | 46.01     | x         | 44.15     | 47.31     | 44.70     | 45.83     | 47.31     |       |
| 4                 | Elizabeth Álvarez           | Venezuela     | 46.58     | 35.57     | x         | 43.62     | 44.60     | 42.42     | 46.58     |       |
| 5                 | Ivana Gallardo              | Chile         | 44.99     | 42.40     | 43.10     | 42.33     | 43.14     | 44.35     | 44.99     |       |
| 6                 | Rocío Aranda                | Argentina     | 43.00     | 44.29     | 43.71     | 42.77     | x         | 40.36     | 44.29     |       |
| 7                 | Manuela Mendivil            | Uruguai       | 38.21     | x         | 40.33     | 37.18     | 37.04     | 37.47     | 40.33     |       |

### Lançamento de martelo
Final – 23 de setembro 11:00h

Umidade (inicial/final): 48%/42% – Temperatura (inicial/final): 23°C/25°C
| Posição           | Atleta                          | Nacionalidade | Tentativa | Tentativa | Tentativa | Tentativa | Tentativa | Tentativa | Resultado | Notas |
| Posição           | Atleta                          | Nacionalidade | 1         | 2         | 3         | 4         | 5         | 6         | Resultado | Notas |
| ----------------- | ------------------------------- | ------------- | --------- | --------- | --------- | --------- | --------- | --------- | --------- | ----- |
| Medalha de ouro   | Zuleima Mina                    | Equador       | 59.73     | x         | x         | 60.87     | 58.41     | 62.59     | 62.59     |       |
| Medalha de prata  | Mariana Grasielly Marcelino     | Brasil        | 59.66     | 58.44     | 56.26     | 60.38     | 61.61     | 61.66     | 61.66     |       |
| Medalha de bronze | Valeria Chiliquinga             | Equador       | 56.43     | 58.63     | 55.30     | 56.21     | 56.97     | x         | 58.63     |       |
| 4                 | Larissa Seraphim Ribeiro Câmara | Brasil        | x         | 54.97     | 56.87     | 49.70     | 53.58     | 55.94     | 56.87     |       |
| 5                 | Daniela Gómez                   | Argentina     | 56.07     | 56.55     | x         | x         | 53.49     | 53.91     | 56.55     |       |
| 6                 | Fátima Ramos                    | Peru          | x         | 56.30     | 54.43     | 55.36     | x         | 54.80     | 56.30     |       |
| 7                 | Génesis Oliveira                | Venezuela     | 52.05     | x         | 55.10     | x         | x         | x         | 55.10     |       |
| 8                 | Paola Miranda                   | Paraguai      | 50.05     | 51.85     | 53.43     | 53.11     | 52.92     | x         | 53.43     |       |
|                   |                                 |               |           |           |           |           |           |           |           |       |
| 9                 | Rosa Enríquez                   | Peru          | x         | x         | x         | -         | -         | -         | NM        |       |

### Lançamento de dardo
Final – 22 de setembro 15:35h

Umidade (inicial/final): 52%/54% – Temperatura (inicial/final): 21°C/20°C
| Posição           | Atleta                          | Nacionalidade | Tentativa | Tentativa | Tentativa | Tentativa | Tentativa | Tentativa | Resultado | Notas |
| Posição           | Atleta                          | Nacionalidade | 1         | 2         | 3         | 4         | 5         | 6         | Resultado | Notas |
| ----------------- | ------------------------------- | ------------- | --------- | --------- | --------- | --------- | --------- | --------- | --------- | ----- |
| Medalha de ouro   | Jucilene Sales de Lima          | Brasil        | 51.22     | 55.75     | 56.00     | x         | 54.19     | 54.21     | 56.00     |       |
| Medalha de prata  | Maria Conceição Paixão da Silva | Brasil        | 34.97     | 43.56     | 41.62     | 49.07     | 44.02     | x         | 49.07     |       |
| Medalha de bronze | María Mello                     | Uruguai       | 45.95     | 48.90     | 48.30     | x         | 45.57     | x         | 48.90     |       |
| 4                 | Bárbara López                   | Argentina     | x         | 42.63     | 47.02     | x         | x         | x         | 47.02     |       |

### Heptatlo
Final – 23 September 17:00h

| Colocação         | Atleta                      | Nacionalidade | 100 m C/B           | SA          | AP           | 200 m               | SD                | LD           | 800 m          | Total | Notas |
| ----------------- | --------------------------- | ------------- | ------------------- | ----------- | ------------ | ------------------- | ----------------- | ------------ | -------------- | ----- | ----- |
| Medalha de ouro   | Vanessa Chefer Spinola      | Brasil        | 14.34 (-0.6) 931pts | 1.75 916pts | 13.52 762pts | 24.76 (-0.3) 909pts | 5.98 (0.8) 843pts | 42.42 714pts | 2:20.00 824pts | 5899  |       |
| Medalha de prata  | Tamara Alexandrino de Sousa | Brasil        | 14.11 (-0.6) 963pts | 1.75 916pts | 13.64 770pts | 26.75 (-0.3) 733pts | 4.96 (1.4) 548pts | 37.44 618pts | 3:04.78 322pts | 4870  |       |
| Medalha de bronze | Mariza Karabia              | Paraguai      | 15.04 (-0.6) 836pts | 1.57 701pts | 10.65 572pts | 27.00 (-0.3) 712pts | 5.11 (2.1) 589pts | 40.26 672pts | 2:46.68 499pts | 4581  |       |
| 4                 | Melissa Arana               | Peru          | 16.18 (-0.6) 692pts | 1.51 632pts | 9.49 496pts  | 27.23 (-0.3) 693pts | 5.22 (2.7) 620pts | 32.79 530pts | 2:30.36 688pts | 4351  |       |

Legenda
| Recorde mundial       | Recorde mundial (World record)               |                       | Recorde africano                      | Recorde africano (African) |                                           | Q | Classificado por posição (Qualified) |
| Recorde do campeonato | Recorde do campeonato (Championship record)  | Recorde da América    | Recorde da América (Americas)         | q                          | Classificado por melhor tempo (Qualified) |   |                                      |
| Melhor marca do ano   | Melhor marca do ano (World leading)          | Recorde asiático      | Recorde asiático (Asian)              | DNS                        | Não largou (Did not start)                |   |                                      |
| Recorde nacional      | Recorde nacional (National record)           | Recorde europeu       | Recorde europeu (European)            | DNF                        | Não terminou (Did not finish)             |   |                                      |
| Recorde pessoal       | Recorde pessoal do atleta (Personal best)    | Recorde da Oceania    | Recorde da Oceania (Oceania)          | DSQ / DQ                   | Desclassificado (Disqualified)            |   |                                      |
| Recorde da temporada  | Recorde da temporada do atleta (Season best) | Recorde sul-americano | Recorde sul-americano (South America) | NM                         | Sem marca (No mark)                       |   |                                      |